# Mikrobielle dunkle Materie
Die mikrobielle dunkle Materie (englisch microbial dark matter) umfasst die überwiegende Mehrheit der mikrobiellen Organismen (in der Regel Bakterien und Archaeen), die (bisher) von der Mikrobiologie im Labor nicht kultiviert werden kann, weil beispielsweise aufgrund mangelnder Kenntnis oder extremer Lebensbedingungen die erforderlichen Wachstumsbedingungen  nicht geschaffen werden können.
Die Mikrobielle dunkle Materie hat nichts mit der Dunklen Materie der Physik und Kosmologie zu tun.
Sie wird so genannt, weil es schwierig ist, sie effektiv zu untersuchen und weil mit den derzeitigen Methoden ihre Kultivierung nicht möglich ist, sodass diese Organismen in der offiziellen Taxonomie nicht in Erscheinung treten.
Sie wird daher (ebenfalls) leicht übersehen, und es ist schwierig, ihr relatives Ausmaß abzuschätzen; eine anerkannte grobe Schätzung geht davon aus, dass etwa 99,999 Prozent aller Mikrobenarten unbekannt sind und nur etwa ein Prozent der mikrobiellen Arten einzelner ökologischen Nischen kultivierbar sind.
Man vermutet, dass weniger als die Hälfte der Bakterien- und Archaeen-Phyla (Abteilungen/Stämme, derzeit offiziell höchste taxonomische Rangstufe bei diesen) durch kultivierbare Vertreter belegt sind (Stand 2013) und daher in der offiziellen Taxonomie nicht in Erscheinung treten.
In der Tortengrafik der Biota des Catalogue of Life (COL) treten weder Archaeen noch Bakterien in Erscheinung, offenbar weil es im Vergleich zu dem eukaryotischen Phyla viel zu wenig bekannte Spezies gibt.
In den letzten Jahren wurden vermehrt Anstrengungen unternommen, die mikrobielle dunkle Materie zu entschlüsseln, indem DNA-Sequenzen aus Umweltproben mit kulturunabhängigen Methoden wie der Einzelzellgenomik (en. single cell genomics, auch Single cell sequencing: Genomanalyse von Einzelzellen), der Metagenomik sowie der Co-Kultivierung (gemeinsame Kultivierung mikrobieller Gemeinschaften, etwa Konsortien) gewonnen wurden.
Diese Studien ermöglichten Einblicke in die Evolutionsgeschichte und den Stoffwechsel der aufgrund der sequenzierten Genome zu vermutenden Organismen und liefern zudem wertvolle Erkenntnisse, die für eine spätere Kultivierung dieser Mikroben erforderlich sind.

## Virale dunkle Materie
Ein Sonderfall ist die virale dunkle Materie (englisch viral dark matter). In der Virologie ist die Situation ähnlich wie in der Mikrobiologie im Allgemeinen: Derzeit sind 10.434 Virusspezies offiziell anerkannt (Stand Ende Juni 2022)
Im Jahr 2013 wurde geschätzt, dass die Säugetiere alleine mindestens 320.000 noch unentdeckte Virenarten beherbergen,
und einzelne Metagenomstudien können Hinweise auf jeweils zehntausende neuer Virenspezies liefern.
Nach Heim et al. (2017) kann die Komplexitätsverteilung nach dem Modell von Stephen J. Gould links fortgesetzt werden, wenn man auch subzelluläre Organismen (Viren) einschließt. Sowohl das Maximum (Modus) als auch die durch Minimalanforderung gegebene „linke Wand“ verschieben sich dann nach links; das jetzt bei den Viren liegende Maximum ist nochmals größer als bei Beschränkung auf zelluläre Organismen.
Die für zelluläre Mikroorganismen entwickelten neuen Methoden helfen auch hier, eine Übersicht zu bekommen.
Insbesondere ist in der Virologie eine Kultivierung der Viren (zusammen mit ihrem Wirt) oder auch nur eine Mikrophotographie von Viruspartikeln für eine offizielle Anerkennung nicht mehr nötig. Für die taxonomische Einordnung erforderlich ist jedoch eine Genomsequenz hinreichender Qualität.

## Genetische Dunkle Materie
Von der mikrobiellen und viralen dunklen Materie ist zu unterscheiden der gelegentlich benutzte Begriff „genetische dunklen Materie“ (auch „dunkle Materie des Genoms“), beispielsweise für Bereiche des Genoms, die in microRNA transkribiert werden. Siehe Nichtcodierende Desoxyribonukleinsäure („Junk-DNA“).